# Прапор Борислава
Хоругва міста Борислав Львівської області — офіційний символ міста Борислав Львівської області. Затверджений 29 березня 2012 року, рішенням сесії Бориславської міської ради. Автори: Олег Микулич, Роман Тарнавський, Ігор Шоха.

## Хоругва 1996 року

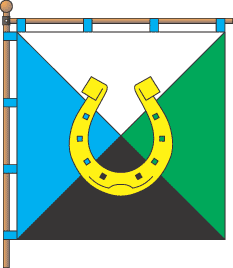
Хоругва 1996 року

Затверджена 23 липня 1996 рішенням VI сесії Бориславської міської ради. Квадратне полотнище, розділене по діагоналях на чотири рівновеликі поля — верхнє біле, від древка синє, із вільного краю зелене і знизу чорне, у центрі — срібний, чотирьохраменний Хрест.
Елементи прапора означають п'ять сіл, які сформували сучасне місто — Баню Котовську (білий колір — солеварні промисли), Тустановичі (зелений — ліс), Губичі (синій — водні ресурси, рівнина), Мразницю (чорний — нафтовидобуток) та Борислав (срібний, чотирьохраменний Хрест, який об'єднав усі ці поселення).
Автори — В. Прокопович і Гречило Андрій Богданович.